# Gabedit
Gabedit é uma interface gráfica de usuário para pacotes de química computacional como Gamess-US , Gaussian, Molcas, Molpro, MPQC, OpenMopac, Orca, PCGamess e Q-Chem. Gabedit pode ajudá-lo a construir moléculas e visualizá-los em um ambiente 3D.
Ele pode exibir uma variedade de resultados de cálculo incluindo suporte para a maioria dos principais formatos de arquivo molecular. O "Molecule Builder" permite esboçar moléculas rapidamente e examiná-las em 3D. Os gráficos podem ser exportados para vários formatos, incluindo animações.

## Principais Características
- Constrói moléculas por átomo, anel, grupo, aminoácido e nucleósido.
- Salva e lê os formatos de arquivos dos programas acima citados, além de suportar uma série de outros formatos.
- Exibe  orbitais moleculares ou densidade de elétrons, como curvas de nível ou parcelas de grade 3D e saída para uma série de formatos gráficos.
- Anima vibrações moleculares, contornos, isosuperfícies e rotação.
- O programa é personalizável, você pode modificar as cores de todos os elementos da tabela periódica.

## Ver Também
- Programas computacionais para química quântica

## Ligações Externas
- Página oficial

- Este artigo foi inicialmente traduzido, total ou parcialmente, do artigo da Wikipédia em inglês cujo título é «Gabedit», especificamente desta versão.